# Oskar Hedemann
Oskar Hedemann, né le 27 juillet 1959, est un philologue, traducteur et interprète polonais.